# Воловченко, Иван Платонович
Ива́н Плато́нович Воло́вченко (20 декабря 1916 [2 января 1917], с. Карыж, Курская губерния — 25 марта 1998, Москва) — советский государственный деятель, министр сельского хозяйства СССР (1963—1965). Герой Социалистического Труда (1961).

## Биография
Родился в крестьянской семье.
В 1942 г. окончил Воронежский сельскохозяйственный институт по специальности агроном-семеновод.
Участник Великой Отечественной войны: с июля 1942 года служил писарем управления 3-й отдельной лыжной бригады. С марта 1943 года учился в Киевском танкотехническом училище. С декабря 1944 года — заместитель командира роты по технической части 10-го гвардейского танкового корпуса, а с мая 1945 года — 10-й гвардейской танковой дивизии.
Вступил в ВКП(б) в 1946 году.
В 1946—1948 годах работал главным агрономом, исполнял обязанности директора Льговского свеклосовхоза Курской области.
В 1948—1949 гг. — управляющий отделением Правдинского свеклосовхоза Сумской области.
В 1949—1950 годах заведовал сельскохозяйственным отделом Ахтырского райкома партии Сумской области.
В 1950—1951 гг. работал главным агрономом Пархомовского элитно-семеноводческого свеклосовхоза Краснокутского района Харьковской области.
В 1951—1963 гг. — директор совхоза «Петровский» Добринского района Липецкой области.
В 1963—1965 гг. — министр сельского хозяйства СССР.
В 1965—1972 гг. — первый заместитель министра сельского хозяйства СССР.
В 1972—1975 гг. — министр совхозов РСФСР.
В 1975—1977 гг. — заместитель министра сельского хозяйства СССР.
В 1977—1983 гг. — атташе по сельскому хозяйству посольства СССР в Германской Демократической Республике.
Депутат Верховного Совета СССР 5, 6, 8, 9 созывов.
С ноября 1983 г. — персональный пенсионер союзного значения.
Похоронен в Москве на Кунцевском кладбище, 10 участок (новая территория).

## Награды и звания
- Герой Социалистического Труда (1961).
- Награждён двумя орденами Ленина, орденом Октябрьской Революции, двумя орденами Отечественной войны 2-й степени, двумя орденами Трудового Красного Знамени.